# 야텡가현

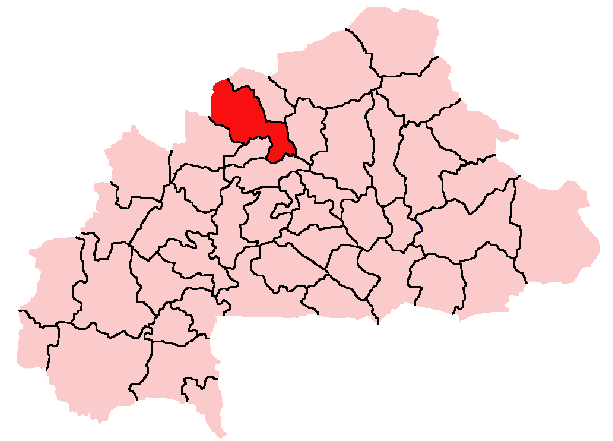
야텡가현의 위치

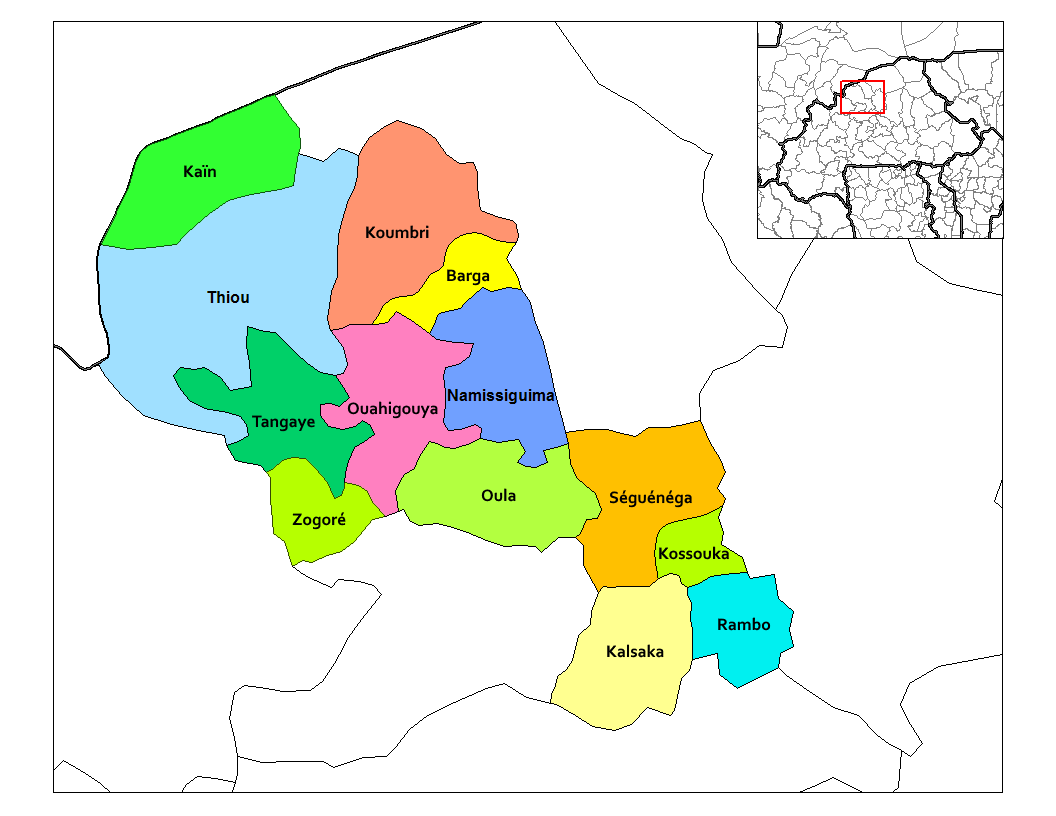
야텡가현의 행정 구역

야텡가현(프랑스어: Yatenga)은 부르키나파소 북부주에 위치한 현으로, 현도는 와이구야이며 면적은 6,990km2, 인구는 547,952명(2006년 기준)이다. 13개 군(바르가군, 카인군, 칼사카군, 코수카군, 쿰브리군, 나미시기마군, 와이구야군, 울라군, 람보군, 세구에네가군, 탕가예군, 티우군, 조고레군)을 관할한다.

## 같이 보기
- 부르키나파소의 주
- 부르키나파소의 현